# Chloorhexidine
Chloorhexidine is een bactericide stof met twee chloorbenzeengroepen en twee biguanidinegroepen. Het is voor de meeste toepassingen zonder recept te krijgen.
De stof is opgenomen in de lijst van essentiële geneesmiddelen van de WHO.

## Toepassingen en bijwerkingen
De stof heeft bacteriedodende eigenschappen en wordt om die reden in een concentratie van 0,05 - 4% toegepast. Bijvoorbeeld in spoelmiddelen om cariës en om wondinfecties tegen te gaan. Verder wordt chloorhexidine  gebruikt bij het tegengaan van infecties van oppervlakkige wonden. Het is een niet-vlekkend alternatief voor jodiumtinctuur en wordt daarom ook wel "witte jodium" genoemd. Chloorhexidine hecht zich aan de huid en blijft daar 6 tot 48 uur chemisch actief. De werking is gebaseerd op de vernietiging van het celmembraan van bacteriën. Een bekende toepassing is de 4% desinfecterende oplossing van de handen voor chirurgische ingrepen.
Toepassing als mondspoelmiddel heeft als nadelen dat het tong en tanden kan doen verkleuren en de smaak verandert. Als het gebruik wordt gestopt verdwijnt de verkleuring. Rapportages spreken ook van het optreden van smaakveranderingen en uitdroging van – en zweervorming aan – het mondslijmvlies. Ook kunnen de parotisklieren zwellen. Toepassing op wonden is beperkt mogelijk, omdat op den duur vanwege de giftigheid van het middel de genezing wordt belemmerd.
Tandpasta kan beter niet in combinatie met chloorhexidine gebruikt worden, in verband met chemische interactie.
Ook is het een middel dat gebruikt wordt bij blaasspoeling.
Allergische reacties al bij 0,05% met mogelijkheid tot in shock kunnen gaan. Bij niet meteen en adequaat reageren/behandelen kan iemand komen te overlijden.

## Overdosering
Overdosering van chloorhexidine komt slechts zelden voor: het wordt bij inwendig gebruik nauwelijks geabsorbeerd. Mocht het toch voorkomen, dan kunnen in dat geval ruime hoeveelheden melk, eiwitten of gelatine worden ingenomen, en zo nodig kan er een maagspoeling worden uitgevoerd.

## Zouten
Chloorhexidine wordt nauwelijks toegepast in de basische vorm, waarvan de gegevens te vinden zijn in het sjabloon rechts. Slechts een tweetal zouten van chloorhexidine worden als antisepticum toegepast. 
- chloorhexidine-dihydrochloride
- chloorhexidine-digluconaat